# ذاري الشعبة (الرضمة)

تعديل مصدري - تعديل

ذاري الشعبة محلة تابعة لقرية شعب العبيدي، التابعة لعزلة عجيب بمديرية الرضمة إحدى مديريات محافظة إب في الجمهورية اليمنية.، بلغ تعداد سكانها 67 حسب تعداد اليمن لعام 2004.